# Sten Larsson
Sten Oskar Larsson, född 19 juni 1912 i Karlstad, död 26 oktober 1986 i Oscars församling i Stockholm, var en svensk skådespelare och regissör.
Larsson provade på ett flertal yrken, som kock, sjöman och vapenhantverkare. Han genomgick senare en teaterskola och blev därefter skådespelare. Han startade tillsammans med Karl Gerhard och Anders Sandrew experimentteatern Studiescenen i Stockholm 1939, där han blev kvar som regissör till nedläggningen 1955. Han arbetade därefter som landets enda teaterledare vid Långbro och Beckomberga sjukhus samt vid Rättspsykiatriska kliniken.
Han var även verksam som författare och dramatiker och skrev bland annat pjäsen Maskrosor 1950 och enaktaren Köket 1963. Larsson är gravsatt i minneslunden på Danderyds kyrkogård.

## Filmografi
- 1941 – Snapphanar
- 1941 – En kvinna ombord
- 1942 – Rid i natt!
- 1943 – Sjätte skottet
- 1943 – Hans Majestäts rival
- 1947 – Krigsmans erinran
- 1948 – Lars Hård
- 1948 – Främmande hamn
- 1948 – Lilla Märta kommer tillbaka
- 1949 – Smeder på luffen
- 1953 – Att döda ett barn
- 1956 – Flickan i frack
- 1958 – Vi på Väddö
- 1958 – Åsa-Nisse i kronans kläder
- 1959 – Åsa-Nisse jubilerar
- 1960 – Flemming og Kvik
- 1961 – Åsa-Nisse bland grevar och baroner
- 1962 – Chans

## Teater

### Roller (ej komplett)
| År   | Roll | Produktion                   | Regi         | Teater      |
| ---- | ---- | ---------------------------- | ------------ | ----------- |
| 1940 |      | Konstnärsblod Emil Wiklander | Sten Larsson | Nya Teatern |

### Regi (ej komplett)
| År   | Produktion    | Upphovsmän     | Teater      |
| ---- | ------------- | -------------- | ----------- |
| 1940 | Konstnärsblod | Emil Wiklander | Nya Teatern |